# Epixanthus dentatus
Epixanthus dentatus is een krabbensoort uit de familie van de Oziidae. De wetenschappelijke naam van de soort is voor het eerst geldig gepubliceerd in 1848 door White.